# Pellopedon
Pellopedon is een geslacht van rechtvleugeligen uit de familie veldsprinkhanen (Acrididae). De wetenschappelijke naam van dit geslacht is voor het eerst geldig gepubliceerd in 1911 door Bruner.

## Soorten
Het geslacht Pellopedon omvat de volgende soorten:
- Pellopedon brunneum Rehn, 1906
- Pellopedon nubilum Bruner, 1911